# Irv Novick
Irving Novick, né le 11 avril 1916 et mort le 15 octobre 2004, est un dessinateur de comics américain.

## Biographie
Irving Novick naît le 11 avril 1916. Il suit des études à la National Academy of Design puis commence à travailler, en 1939, pour le studio de Harry Chesler. Là, il dessine des comics pour MLJ. Il est le cocréateur, pour cette maison d'édition, de The Shield, le premier super-héros patriotique avant Captain America et participe également aux histoires de The Web. En 1946, il quitte le monde des comic books et commence une carrière dans la publicité bien qu'il dessine encore le comic strip Cynthia jusqu'en 1952. À partir de la fin des années 1950, il travaille pour DC Comics sur de nombreuses séries comme The Brave and the Bold, Batman, Loïs Lane et plusieurs autres. Il reste chez cet éditeur jusqu'aux années 1990 quand il est obligé de prendre sa retraite à cause de problèmes de vue. Il meurt le 15 octobre 2004, à l'âge de 88 ans.

## Œuvres

### Publications en français
- Brûlant, Arédit, collection Comics Pocket
  1.  Les Plongeurs de la mort, scénario de Bob Kanigher, dessins d'Irv Novick et Joe Kubert, 1967
  2. Mission X !, scénario de Frank Pepper et Bob Kanigher, dessins d'Irv Novick, 1967
  3. Situation désespérée, scénario de Joe Kubert et Bob Kanigher, dessins d'Irv Novick et Russ Heath, 1968
  4.  Mon ami était un monstre, scénario de Bob Kanigher, dessins d'Irv Novick, 1968
  5.  Une Ville morte, scénario de Bob Kanigher, dessins d'Irv Novick et Joe Kubert, 1972
- Flash, Arédit, collection Flash
Flash 39, scénario et dessins collectifs, 1978
Flash 40, scénario et dessins collectifs, 1978
Flash 41, scénario et dessins collectifs, 1979
Flash 45, scénario et dessins collectifs, 1980
Flash 47, scénario de Bob Rozakis et Cary Bates, dessins d'Irv Novick, 1980
- Aventures Fiction, Artima, collection Comics Pocket
  1.  Le sinistre Loup des Mers, scénario de Bob Kanigher, Ed Herron et Dennis O'Neil, dessins d'Irv Novick, Howard Purcell, Chuck Cuidera, Sheldon Moldoff, Jack Sparling, Dick Dillin et Ross Andru, 1974
  2. Les Incandescents, scénario de Henry Boltinoff, Jack Kirby, Dennis O'Neil et Bob Kanigher, dessins d'Irv Novick, Chuck Cuidera, Jack Sparling, Dick Dillin, George Roussos, Frank Giacoia, Chic Stone, Mike Esposito, Jack Kirby, Nick Cardy, Sheldon Moldoff, Mike Sekowsky et Mike Royer, 1974
  3.  La Patrouille du Destin, scénario d'Otto Binder, Arnold Drake, Henry Boltinoff, Mike Sekowsky et Jack Kirby, dessins d'Irv Novick, Mike Sekowsky, Gerry Talaoc, Bill Ely, Jack Kirby, Bernard Baily, Wally Wood, Dick Giordano, Jack Sparling et Bruno Premiani, 1975
- Batman Bimestriel, Sagédition
  1.  Pile ou face fatal, scénario d'Elliot S. Maggin, dessins d'Irv Novick, Steve Englehart, Mike Friedrich et Dennis O'Neil, 1975
- Batman Géant, Sagédition
  1.  L'Énigme des statuettes, scénario de John Broome, Cary Bates, Frank Robbins et Dennis O'Neil, dessins d'Irv Novick, Curt Swan, Bob Brown, Carmine Infantino, Dick Giordano, Joe Giella, Murphy Anderson et Wally Wood, 1973
  2.  Carnaval, scénario de Dennis O'Neil, dessins d'Irv Novick et Dick Giordano, 1974
- Batman Poche, Sagédition
  1.  Deux combats en un seul, scénario de Len Wein, dessins d'Irv Novick et Dick Giordano, 1980
- Superman et Batman & Robin, Sagédition
  1.  Superman contre Superstar, scénario et dessins collectifs, 1975

### Publications en anglais
- Batman, DC Comics
  1.  The Spook's master stroke!, scénario de Frank Robbins, dessins d'Irv Novick, 1973
- Batman - Tales of the Demon, scénario de Dennis O'Neil, dessins d'Irv Novick, Bob Brown, Don Newton, Michael Golden et Neal Adams, DC Comics, 1998  (ISBN 978-0-930289-94-2)
- The Flash, DC Comics
  1.  A Hero named Super!, scénario de Cary Bates, dessins d'Irv Novick, 1977
- The New Teen Titans Omnibus vol.3, scénario de Mike Barr et Marv Wolfman, dessins de Karl Kesel, Trevor Von Eeden, Carmine Infantino, Steve Rude, Grant Miehm, Dan Jurgens, Dick Giordano, Michael Bair, Ty Templeton, Dave Cockrum, George Pérez, Kevin Maguire, Mark Bright, Colleen Doran, Tom Grummett et Irv Novick, DC Comics, 2013  (ISBN 978-1-401-23845-2)
- Showcase presents: Batman, DC Comics
Batman volume 3, scénario de John Broome, Gardner Fox et Mike Friedrich, dessins d'Irv Novick, Gil Kane, Sheldon Moldoff, Ross Andru, Chic Stone, Carmine Infantino et Neal Adams, 2008  (ISBN 978-1-401-21719-8)
Batman volume 4, scénario de John Broome, Gardner Fox, Nelson Bridwell, Mike Friedrich, Bob Kanigher et Frank Robbins, dessins d'Irv Novick, Frank Springer, Ross Andru et Bob Brown, 2009  (ISBN 978-1-401-22314-4)
Batman volume 5, scénario de Frank Robbins, Mike Friedrich et Dennis O'Neil, dessins d'Irv Novick, Bob Brown et Neal Adams, 2011  (ISBN 978-1-401-23236-8)

## Récompenses
- Inkpot Award 1995